# حديقة إسلامية

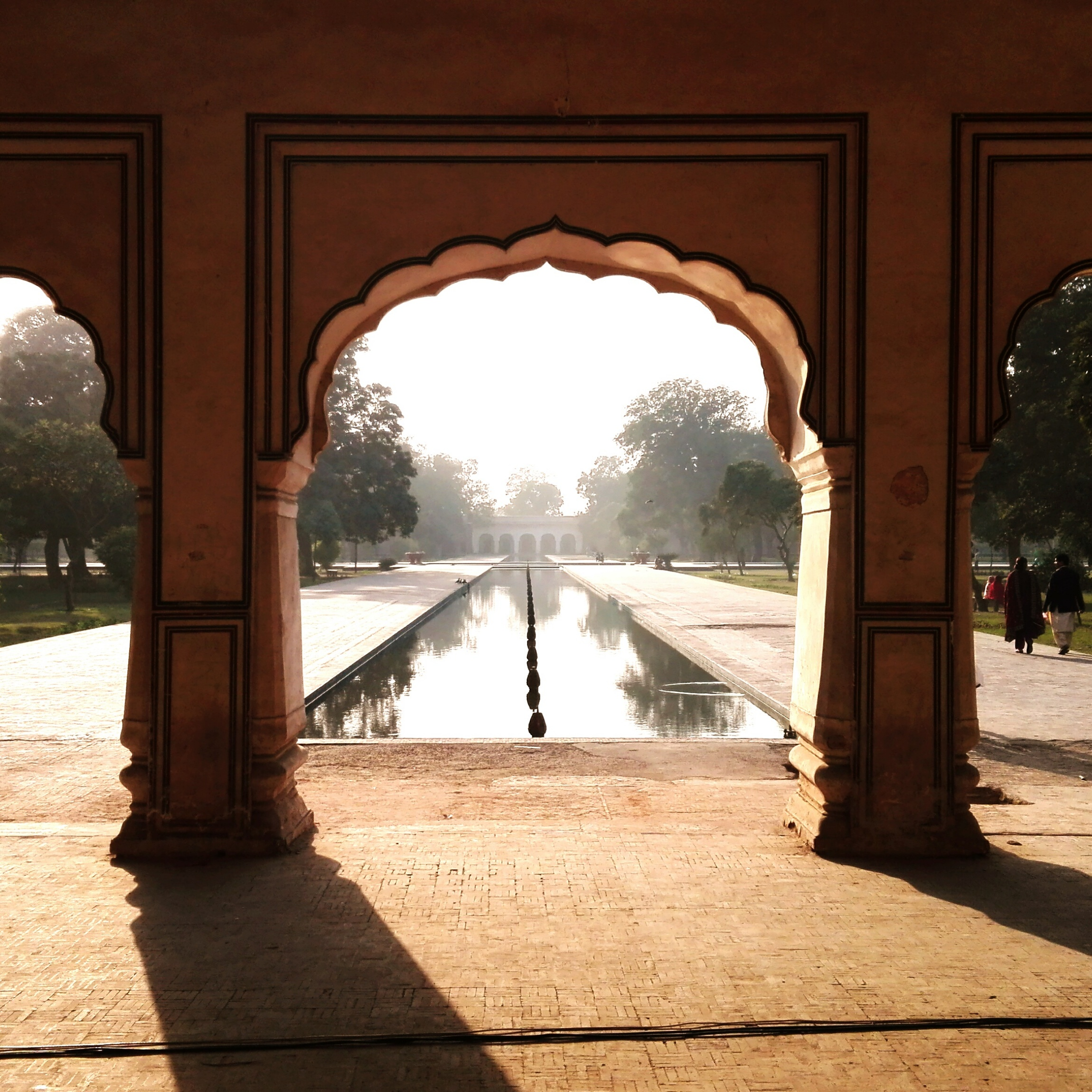
حدائق شالمار (1642) في لاهور، أحد مواقع التراث العالمي لليونسكو

الحديقة الإسلامية هي بشكل عام ملكية معبرة للأرض تتضمن موضوعات الماء والظل. يعكس تصميمها المعماري الأكثر تحديدًا تخطيط شارباغ الرباعي مع أربع حدائق أصغر مقسمة بواسطة ممرات أو مياه متدفقة. على عكس الحدائق الإنجليزية، والتي غالبًا ما تكون مصممة للمشي، فإن الحدائق الإسلامية مخصصة للراحة والتأمل والتأمل. كان التركيز الرئيسي للحدائق الإسلامية هو توفير تجربة حسية تم تحقيقها من خلال استخدام المياه والنباتات العطرية.
قبل أن يتوسع الإسلام ليشمل مناخات أخرى، كانت هذه الحدائق تستخدم تاريخيًا لتوفير فترة راحة من بيئة حارة وجافة. لقد اشتملت على مجموعة متنوعة من الأشكال والأغراض التي لم تعد موجودة. يحتوي القرآن على العديد من الإشارات إلى الحدائق ويذكر أن الحدائق تُستخدم كمقابل أرضي للحياة في الجنة الموعودة للمؤمنين:
إلى جانب التفسير الفردوسي الشهير للحدائق، هناك العديد من الجمعيات الأخرى غير المتدينة مع الحدائق الإسلامية بما في ذلك الثروة والسلطة والأرض والمتعة والصيد والترفيه والحب والزمان والمكان. توفر هذه الارتباطات الأخرى مزيدًا من الرمزية في طريقة الأفكار الهادئة والتفكير وترتبط بالحس الأكاديمي.
في حين أن العديد من الحدائق الإسلامية لم تعد موجودة، فقد استنتج العلماء الكثير عنها من الأدب العربي والفارسي حول هذا الموضوع. نجت العديد من الحدائق الإسلامية الرسمية في منطقة واسعة تمتد من إسبانيا والمغرب في الغرب إلى الهند في الشرق. يختلف المؤرخون حول الحدائق التي يجب اعتبارها جزءًا من تقاليد الحدائق الإسلامية، والتي أثرت في ثلاث قارات على مدى عدة قرون.

## التصميم المعماري والتأثيرات

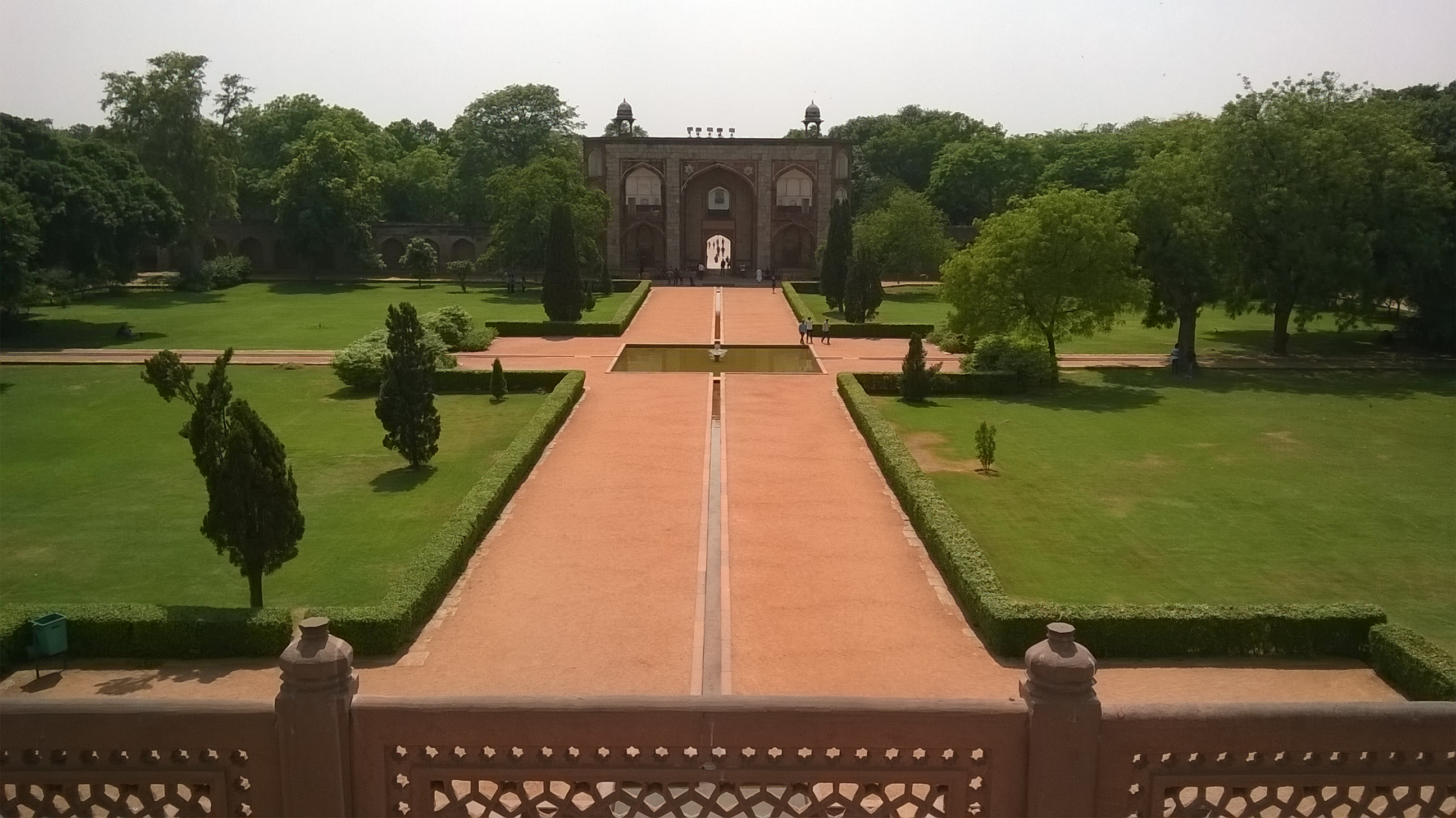
يُظهر قبر همايون (1565)، دلهي في الهند تصميمًا محوريًا من أربعة أرباع.

بعد الغزوات العربية في القرن السابع الميلادي، استخدم التصميم التقليدي للحديقة الفارسية في العديد من الحدائق الإسلامية. كانت الحدائق الفارسية محاطة تقليديًا بالجدران، مما يؤدي إلى حديقة الفردوس. تظهر التأثيرات الهلنستية أيضًا في تصميمها، كما يتضح من الاستخدام الغربي للخطوط المستقيمة في عدد قليل من مخططات الحدائق التي تمتزج أيضًا مع مزارع الزينة الساسانية والنافورات.
يتكون أحد تصميمات الحدائق الأكثر تحديدًا، والمعروف باسم شار باغ من أربعة أرباع مقسمة بشكل شائع إما عن طريق القنوات المائية أو الممرات، والتي اتخذت أشكالًا عديدة. تضمنت إحدى هذه الاختلافات الأرباع الغارقة مع الأشجار المزروعة التي تملأها، بحيث تكون على مستوى المشاهد. شكل آخر هو الفناء عند تقاطع المركز، مع حمامات السباحة المبنية في الفناء أو حول الفناء. في حين أن حدائق شار باغ هي الحدائق الأكثر تحديدًا، إلا أن القليل جدًا منها تم بناؤها بالفعل، ربما بسبب ارتفاع تكاليفها أو لأنها تنتمي إلى الطبقة العليا، التي كانت لديها القدرات اللازمة لضمان بقائها على قائمة. من الأمثلة البارزة على شار باغ قصر بلكوارة ومدينة الزهراء في إسبانيا.

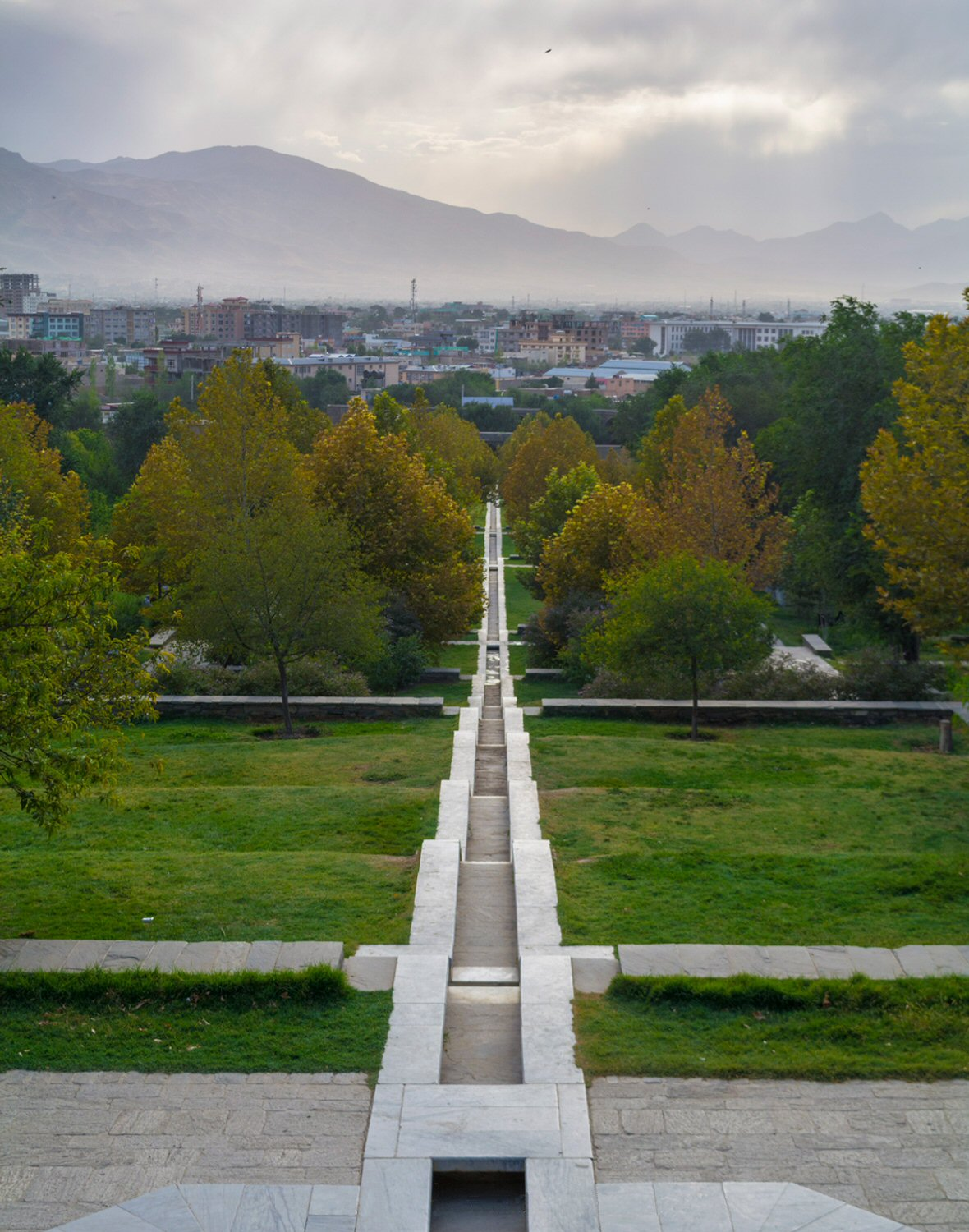
حديقة بابور (1528)، كابول في أفغانستان، تصور حديقة متدرجة.

يتم تقديم تفسير لتصميم شار باغ على أنه استعارة لـ «عجلة الزمن الدوارة» التي تتحدى الزمن والتغيير. تضع فكرة الوقت الدوري هذه الإنسان في مركز هذه العجلة أو الفضاء وتعزز التجديد الدائم وفكرة أن الحديقة تمثل نقيض التدهور. تشكل الحديقة المغلقة مساحة دائمة، وهي مساحة لا يفسد فيها الوقت العناصر الموجودة داخل الجدران، مما يمثل مجالًا غير دنيوي. في قلب الدورة الزمنية يوجد الإنسان الذي، بعد إطلاق سراحه، يصل في النهاية إلى الأبدية.
وبصرف النظر عن الحدائق الموجودة عادة في القصور فقد وجدوا طريقهم أيضًا إلى مواقع أخرى. يحتوي الجامع الكبير في قرطبة على حديقة مزروعة باستمرار تزرع فيها صفوف من الأشجار المثمرة، تشبه البستان، في الفناء. كانت هذه الحديقة تُروى بقناة مجاورة وتُستخدم لتوفير الظل وربما الفاكهة لصاحب المسجد. نوع آخر من تصميمات الحدائق يتضمن تراسات متدرجة، حيث تتدفق المياه عبر محور مركزي، مما يخلق صوتًا متقطرًا وتأثيرًا متحركًا مع كل خطوة، والتي يمكن استخدامها أيضًا لتشغيل نفاثات المياه. تشمل الأمثلة على حدائق الشرفة المتدرجة شالمار باغ وباغ بابور ومدينة الزهراء.

## عناصر الحديقة
تقدم الحدائق الإسلامية مجموعة متنوعة من الأجهزة التي تساهم في تنشيط العديد من الحواس والعقل، لتعزيز تجربة الإنسان داخل الحديقة. وتشمل هذه الأجهزة معالجة المياه واستخدام النباتات العطرية.
يعكس الأدب العربي والفارسي كيف تفاعل الناس تاريخيًا مع الحدائق الإسلامية. وقد أتاح تجسيد الحدائق الدنيوي للفردوس مساحة للشعراء للتأمل في طبيعة الحياة وجمالها. الماء هو العنصر الأكثر انتشارًا في شعر الحدائق الإسلامية، حيث يجعل الشعراء الماء كأحجار شبه كريمة وملامح أحبائهم من النساء أو الرجال. شارك الشعراء أيضًا في أحاسيس متعددة لتفسير الطبيعة غير المادية للحديقة. أدت الأصوات والمشاهد والروائح في الحديقة إلى جعل الشعراء يتجاوزون المناخ الجاف في الأماكن الشبيهة بالصحراء. يسمح الأدب والشعر الكلاسيكي حول هذا الموضوع للعلماء بالتحقيق في الأهمية الثقافية للمياه والنباتات، والتي تجسد الصفات الدينية والرمزية والعملية.

### الماء
كان الماء جزءًا لا يتجزأ من هندسة المناظر الطبيعية وخدم العديد من الوظائف الحسية، مثل الرغبة في التفاعل، والانعكاسات الوهمية، والرسوم المتحركة للأشياء الساكنة، وبالتالي تحفيز الحواس البصرية والسمعية والحسية الجسدية. تذكر البرك والنوافير الموجودة في وسط الحدائق الإسلامية الزوار بجوهر المياه في العالم الإسلامي.

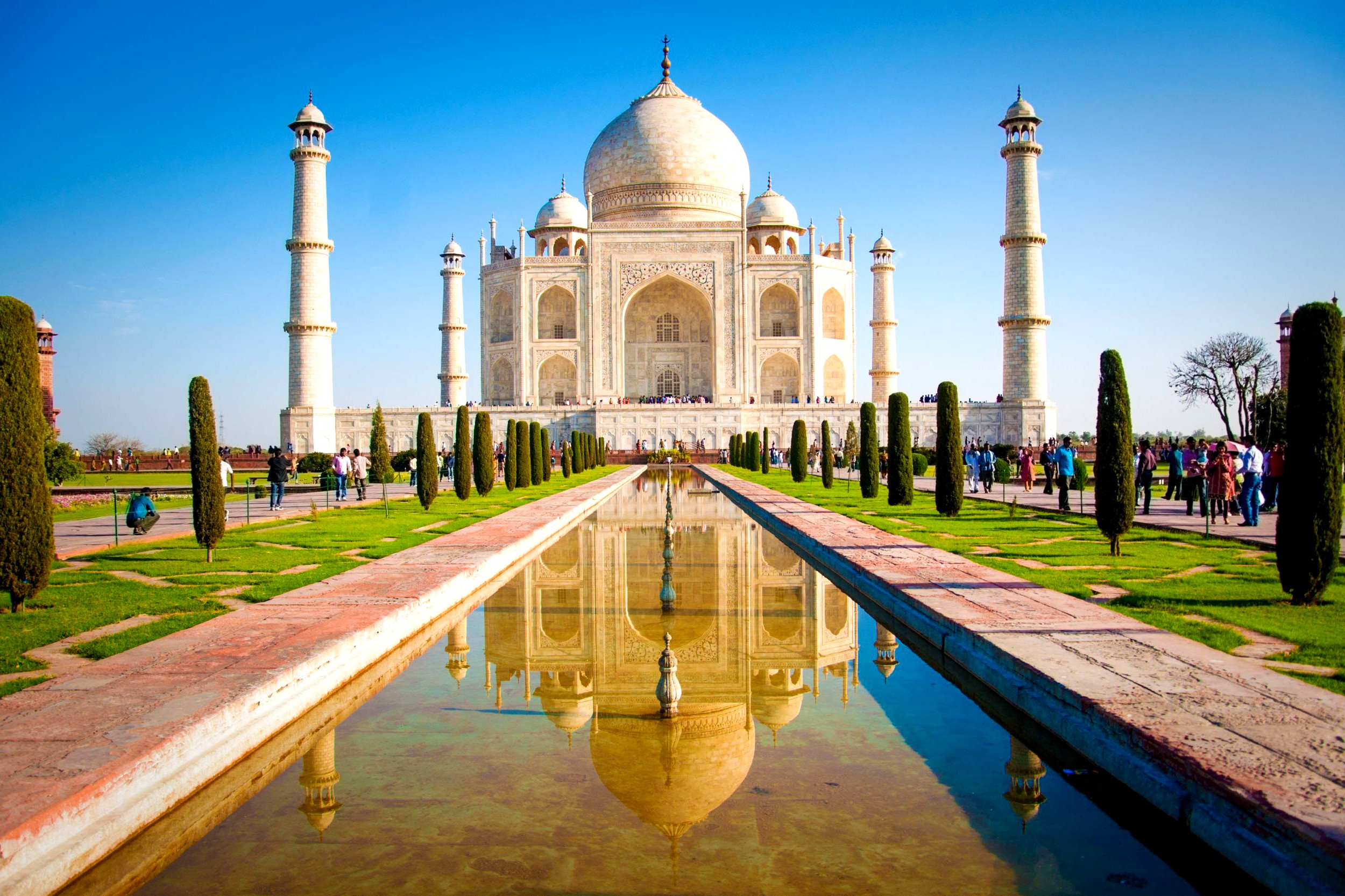
طريق المياه أمام تاج محل (1632)

نشأ الإسلام في الصحراء، وكان العطش والامتنان للمياه متأصلاً في طبيعتها. الأنهار في القرآن هي المقومات الأساسية للجنة، وتكثر الإشارات إلى المطر والنوافير. الماء هو المادة الأولية للعالم الإسلامي، كما جاء في القرآن ﴿أَوَلَمْ يَرَ الَّذِينَ كَفَرُوا أَنَّ السَّمَاوَاتِ وَالْأَرْضَ كَانَتَا رَتْقًا فَفَتَقْنَاهُمَا وَجَعَلْنَا مِنَ الْمَاءِ كُلَّ شَيْءٍ حَيٍّ أَفَلَا يُؤْمِنُونَ ۝٣٠﴾ [الأنبياء:30] فضل الله الماء على أي شيء آخر وجعله أساس الخلق، كما قال: «وَجَعَلْنَا مِنَ الْمَاءِ كُلَّ شَيْءٍ حَيٍّ ۖ أَفَلَا يُؤْمِنُونَ»".
تم وضع المسابح العاكسة بشكل استراتيجي لتعكس هياكل المباني، وربط المساحات الخارجية والداخلية. خلق الانعكاس وهمًا أدى إلى توسيع المبنى وضاعف تأثير الجدية والشكلية. كما أكد تأثير المياه المتدفقة من النفاثات وأشعة الشمس المتلألئة على الانعكاس. بشكل عام، فإن عكس الهياكل المحيطة جنبًا إلى جنب مع الغطاء النباتي والسماء يخلق تأثيرًا بصريًا يوسع المساحة المغلقة للحديقة. نظرًا لارتباط الماء المباشر بالجنة، تساهم آثاره الوهمية في التجربة الروحية للزائر.
ومن الاستخدامات الأخرى للمياه توفير الحركة الحركية والصوت لسكون حديقة مسورة، وإحياء الجو المهيب. وتنتشر النوافير، المسماة ينابيع السلسبيل باللغة العربية «ينبوع الجنة»، في القصور والمساكن الإسلامية في العصور الوسطى. على عكس البرك التي تظهر سكونًا، تُظهر هذه الهياكل حركة المياه، لكنها تحتفل بصلابة الماء أثناء مروره عبر قنوات ضيقة تمتد من الحوض.

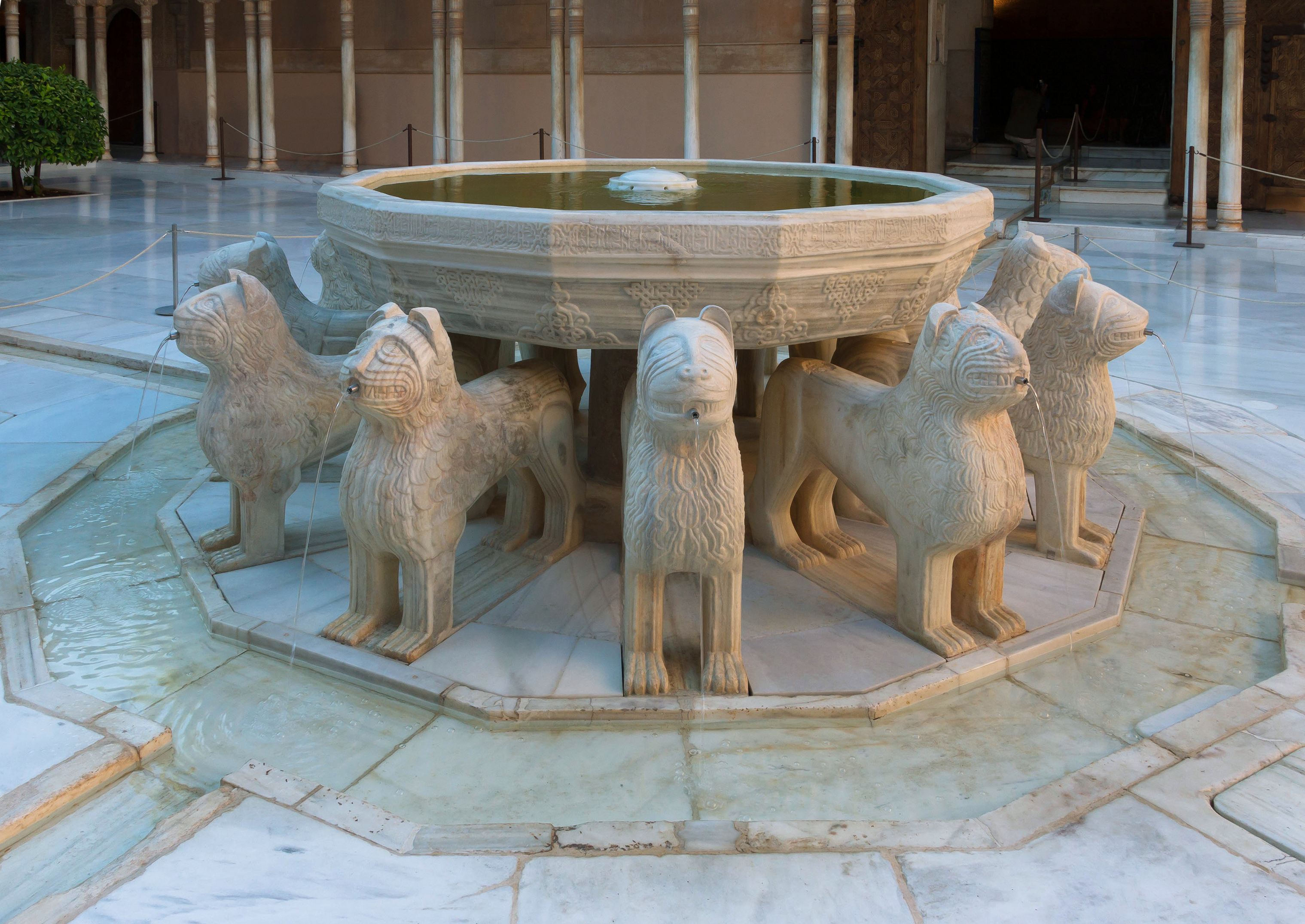
تتميز محكمة الأسود (1362)، غرينادا في إسبانيا، بوجود نوافير بها أسود تنفث المياه.

في قصر الحمراء، حول حافة حوض ينبوع الأسود، نُقش الإعجاب بفضيلة المياه: «ذوبان الفضة الذي يتدفق بين الجواهر، واحدة مثل الأخرى في الجمال، بيضاء في النقاء؛ وهم مادة صلبة للعيون حتى نتساءل أيها سائل. ألا ترى أن الماء يجري فوق حافة النافورة، في حين أن الهيكل هو الذي يوفر قنوات لتدفق المياه». من خلال تقديم تيارات المياه الذائبة بالفضة، تشير القصيدة إلى أنه على الرغم من أن النافورة تخلق ديناميكيات، فإن المياه المتدفقة في القنوات الضيقة تسمح للهيكل بالاندماج في النمط المعماري الرسمي بدلاً من تعطيل الانسجام. تضمنت العديد من قصور النصرة منحوتة في حديقتهم تتدفق فيها نفاثة من الماء من فم المبنى، مما يضيف حركة و«صوت هدير» للمياه إلى الحديقة.
كمكوِّن مركزي للعمارة الإسلامية، يدمج الماء الآثار الدينية ويساهم في التجربة الروحية والجسدية والعاطفية التي يصعب على الزائرين اكتسابها من العالم الخارجي.

### النباتات الحسية
استُخدِم الري والتربة الخصبة لدعم مجموعة نباتية لا يمكن أن توجد لولا ذلك في المناخ الجاف. لا تحتوي العديد من الحدائق الباقية على نفس الغطاء النباتي الذي كانت عليه عندما أُنشأت أول مرة، بسبب نقص الدقة النباتية في النصوص المكتوبة. تميل النصوص التاريخية إلى التركيز على التجربة الحسية، بدلاً من تفاصيل الزراعة. ومع ذلك هناك سجل للعديد من الأشجار المثمرة والزهور التي ساهمت في المظهر العطري للحديقة، مثل الكرز والخوخ واللوز والياسمين والورد والنرجس والبنفسج والزنابق. وفقًا للأدبيات الطبية والنباتية، فإن العديد من النباتات في الحديقة الإسلامية تنتج عطريات علاجية.

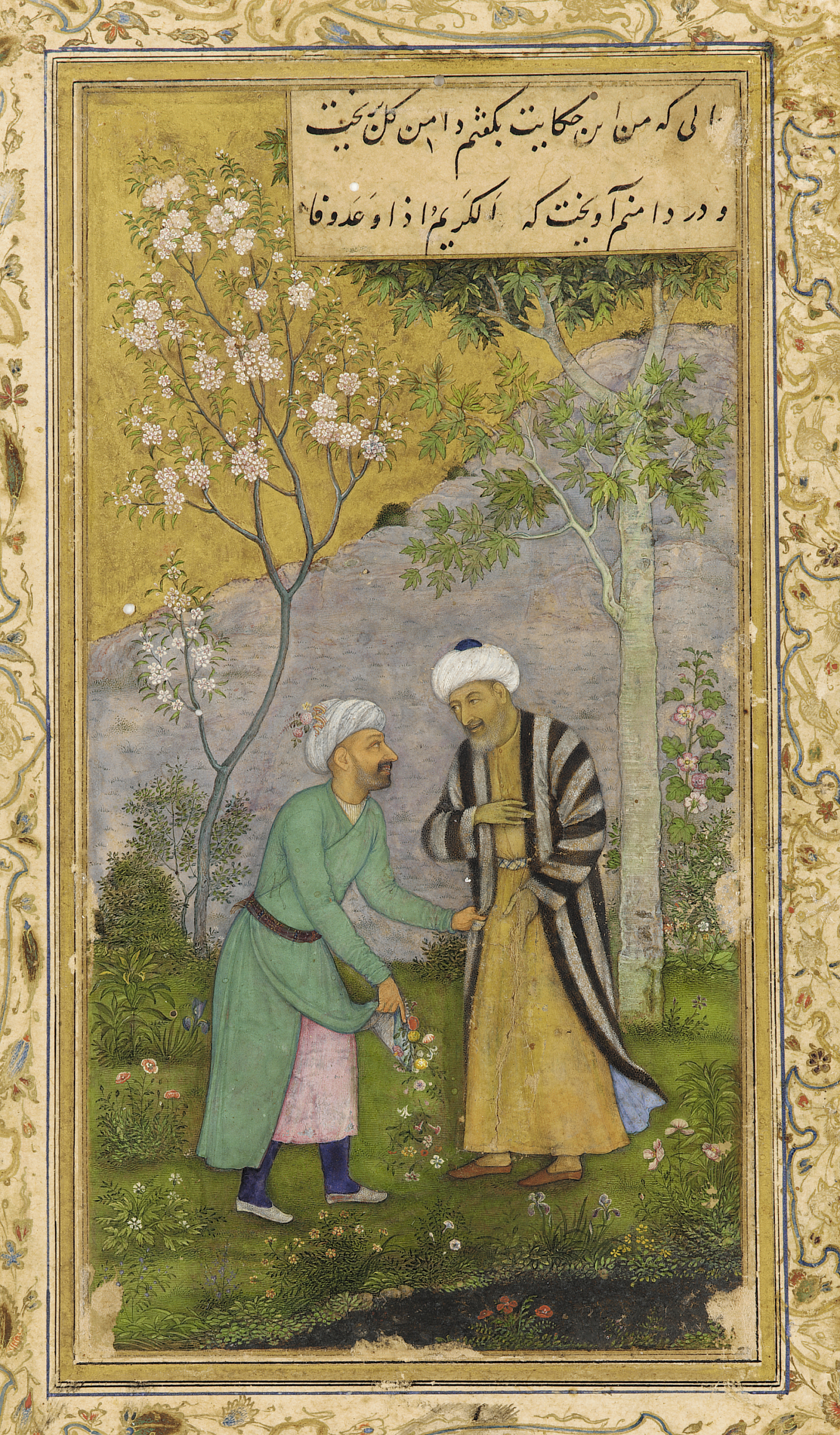
جولستان (1258)، مخطوطة فارسية كلاسيكية تصور شجرة مزهرة في حديقة

أجرى العالم المسلم الغزي، الذي كان يؤمن بقوة الطبيعة العلاجية، تجارب على النباتات الطبية وكتب بإسهاب عن النباتات المعطرة. كان المنتجع في كثير من الأحيان وصفة طبية ملكية لعلاج الصداع والحمى. ونصح المريض «بالبقاء في مناطق باردة محاطة بالنباتات التي لها تأثيرات مبردة مثل أشجار الصندل والكافور».
يشرح الطب العربي اليوناني دور الرائحة كمعزز للمزاج، واصفًا الرائحة بأنها «غذاء الروح». تعزز الرائحة تصورات المرء، تثير الذكريات، وتجعل تجربة زيارة الحديقة أكثر خصوصية وحميمية. يشير الأدب الإسلامي في علم النبات إلى الطبيعة المثيرة لبعض النباتات العطرية، ويلاحظ شعراء المسلمون في العصور الوسطى دور الروائح في ألعاب الحب. يعكس محمد قولي قطب شاه الروائح التي يرتديها العشاق لجذب بعضهم البعض، ووجود باقات عطرية توفر ملذات حسية في مساحات الحدائق.
كما تم البحث عن النباتات الغريبة من قبل الملوك لكونها حصرية كرموز للمكانة، للدلالة على قوة وثروة البلاد. ومن الأمثلة على النباتات الغريبة الموجودة في الحدائق الملكية الرمان وتين دنقل ومجموعة متنوعة من الكمثرى والموز وقصب السكر والتفاح، والتي كانت ذات مذاق نادر. بحلول القرن العاشر، كانت الحدائق الملكية للأمويين في قرطبة في طليعة الحدائق النباتية، حيث جربت البذور والشتلات والجذور التي أُحضِرت من أقاصي العالم المعروف.

## إضفاء الطابع المادي
توفر مجموعة متنوعة وأشكال الأجهزة المستخدمة في هيكلة الحدائق تجارب غير متسقة للمشاهد، وتساهم في إزالة الطابع المادي للحديقة. كان التدفق غير المنتظم للمياه وزوايا ضوء الشمس هي الأدوات الأساسية المستخدمة لخلق تجربة غامضة في الحديقة. كما أُدخِلت العديد من جوانب الحدائق داخل المباني والهياكل للمساهمة في إضفاء الطابع المادي على المبنى. غالبًا ما كانت قنوات المياه تُسحب إلى الغرف التي تطل على الحدائق المورقة والزراعة بحيث تتشابك الحدائق والهندسة المعمارية ولا يمكن تمييزها، مما يقلل من أهمية دور الإنسان في إنشاء الهيكل.

## رمزية

### الجنة

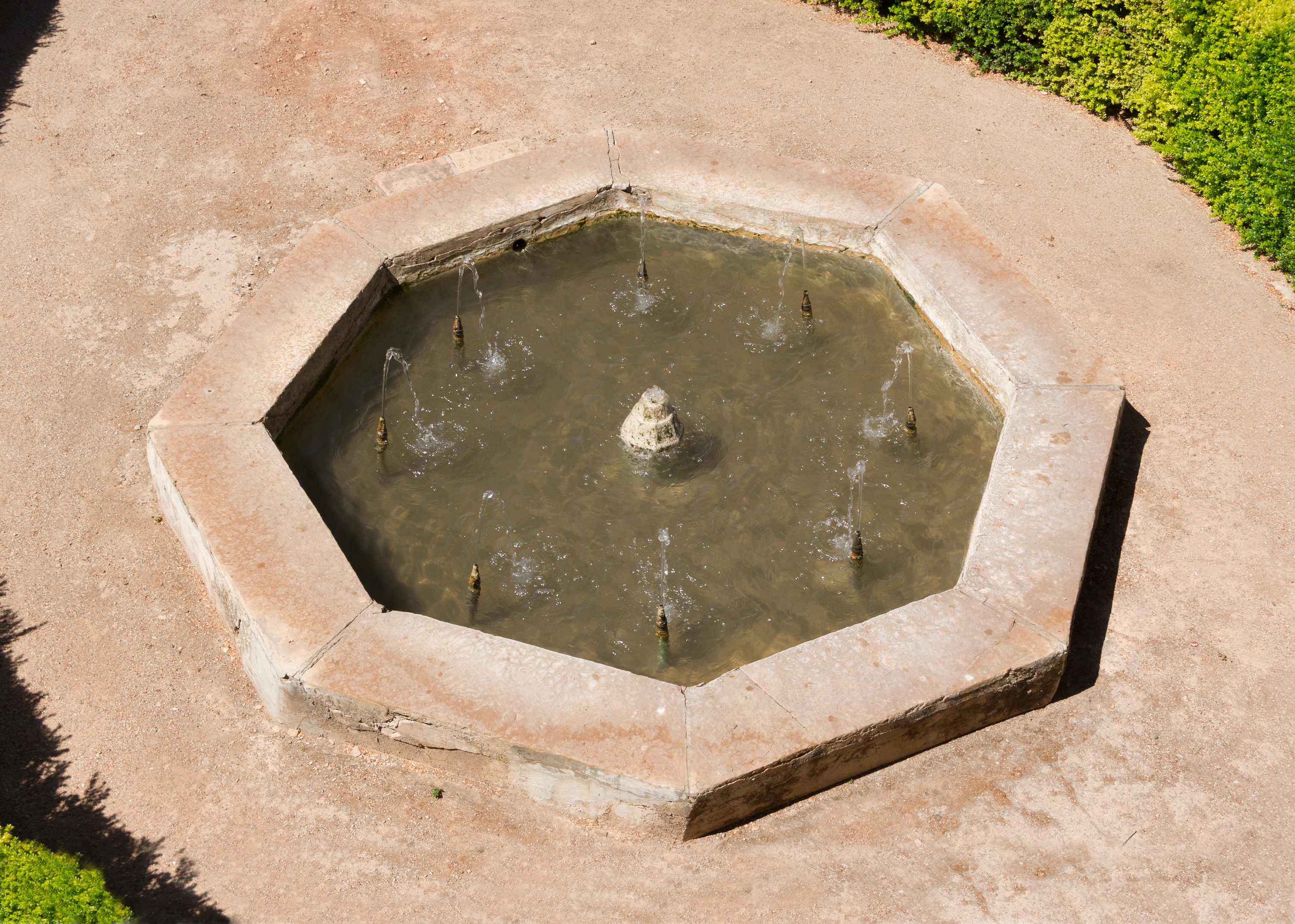
حديقة جينيراليفي (القرن الرابع عشر)، غرناطة، الأندلس، إسبانيا، حديقة تضم نافورة مثمنة الأضلاع

تحتوي الحدائق الإسلامية على العديد من الجمعيات ذات الأغراض التي تتجاوز رمزيتها الدينية المشتركة. يُعتقد أن معظم الحدائق الإسلامية تمثل الجنة. على وجه الخصوص، كانت الحدائق التي تضم ضريحًا أو قبرًا تهدف إلى استحضار الجنة الحرفية للحياة الآخرة.
بالنسبة للحدائق التي كان يُقصد بها تمثيل الجنة، كانت هناك موضوعات مشتركة عن الحياة والموت الحاضر، مثل الزهور التي تتفتح وتموت، وتمثل حياة الإنسان. جنبا إلى جنب مع الزهور، تم تضمين الزراعة الأخرى مثل أشجار الفاكهة في الحدائق التي تحيط بالأضرحة. وأضيفت هذه الأشجار المثمرة إلى جانب مناطق الظل ومياه التبريد للاعتقاد بأن أرواح المتوفى يمكن أن تستمتع بها في الآخرة. تم استخدام النوافير، التي توجد غالبًا في وسط الحدائق، لتمثيل الجنة وكانت في الغالب مثمنة الأضلاع، والتي تشمل هندسيًا مربعًا ودائرة. في هذا التصميم الثماني الأضلاع، كان المربع يمثل الأرض، بينما تمثل الدائرة الجنة، لذلك كان تصميمه الهندسي يمثل أبواب الجنة؛ الانتقال بين الأرض والسماء. كان اللون الأخضر أيضًا أداة بارزة جدًا في هذه الرمزية الدينية، حيث أن اللون الأخضر هو لون الإسلام، وكانت غالبية أوراق الشجر، باستثناء الزهور، تعبر عن هذا اللون.

## رموز الحالة

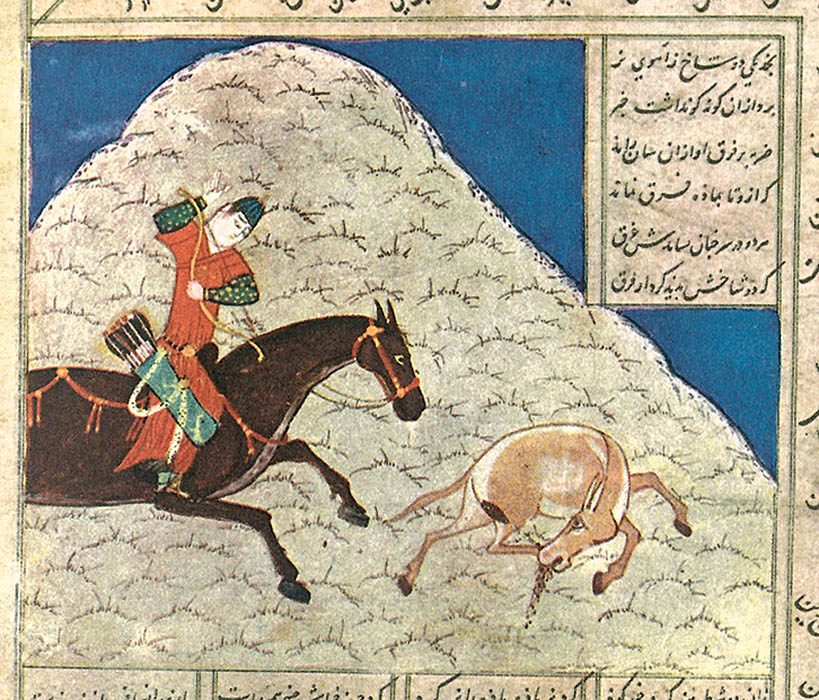
مخطوطة (ق. 1420) التي أنشأها فنان فارسي غير معروف، تُظهر الدورة الأميرية مع مشهد للصيد في أحد العقارات.

## اختلافات التصميم

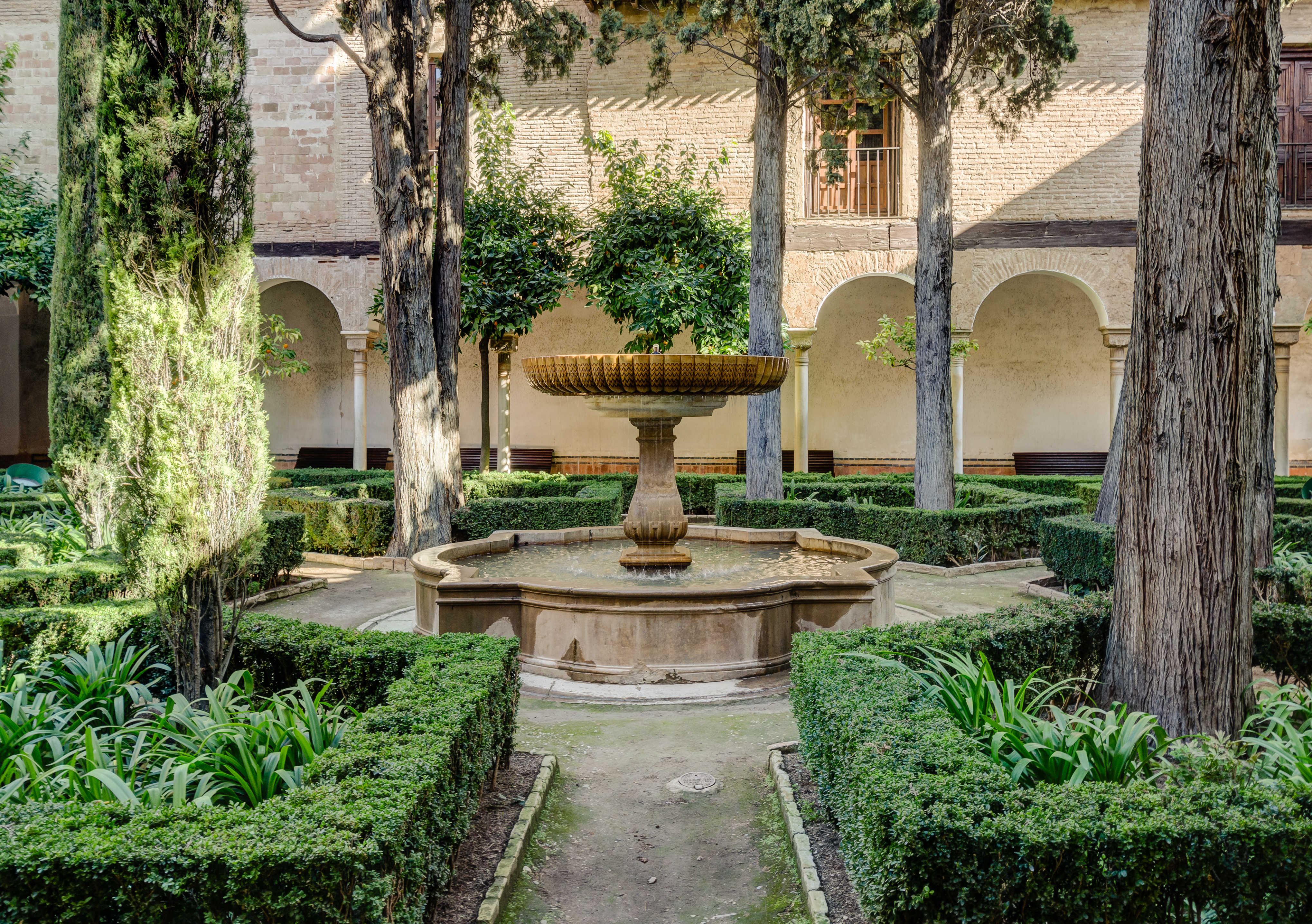
حديقة قصر الحمراء باتيو دي لا ليندراجا نصريد

### حدائق في الأندلس والمغرب العربي

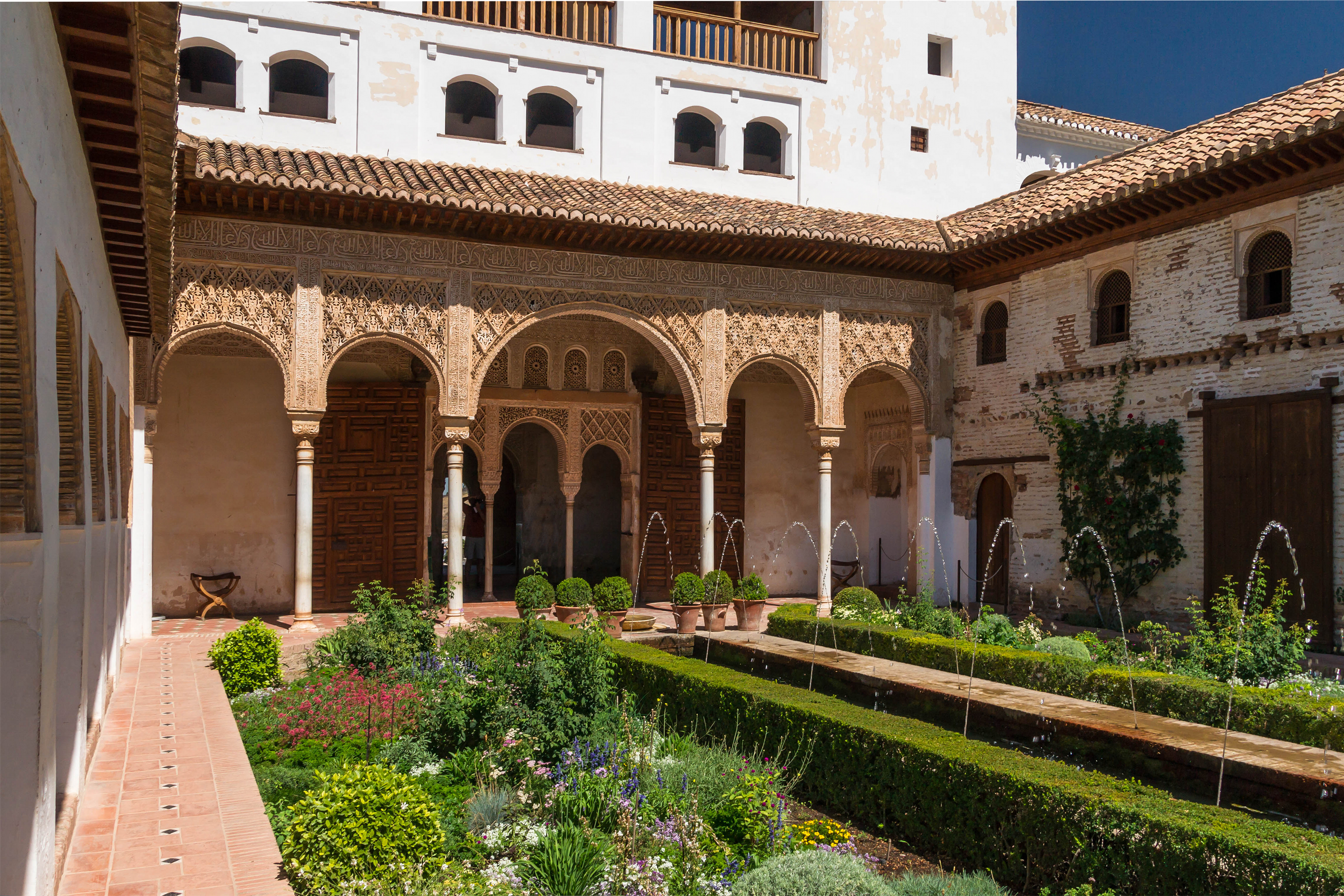
جنة العريف في غرناطة (القرن الرابع عشر)

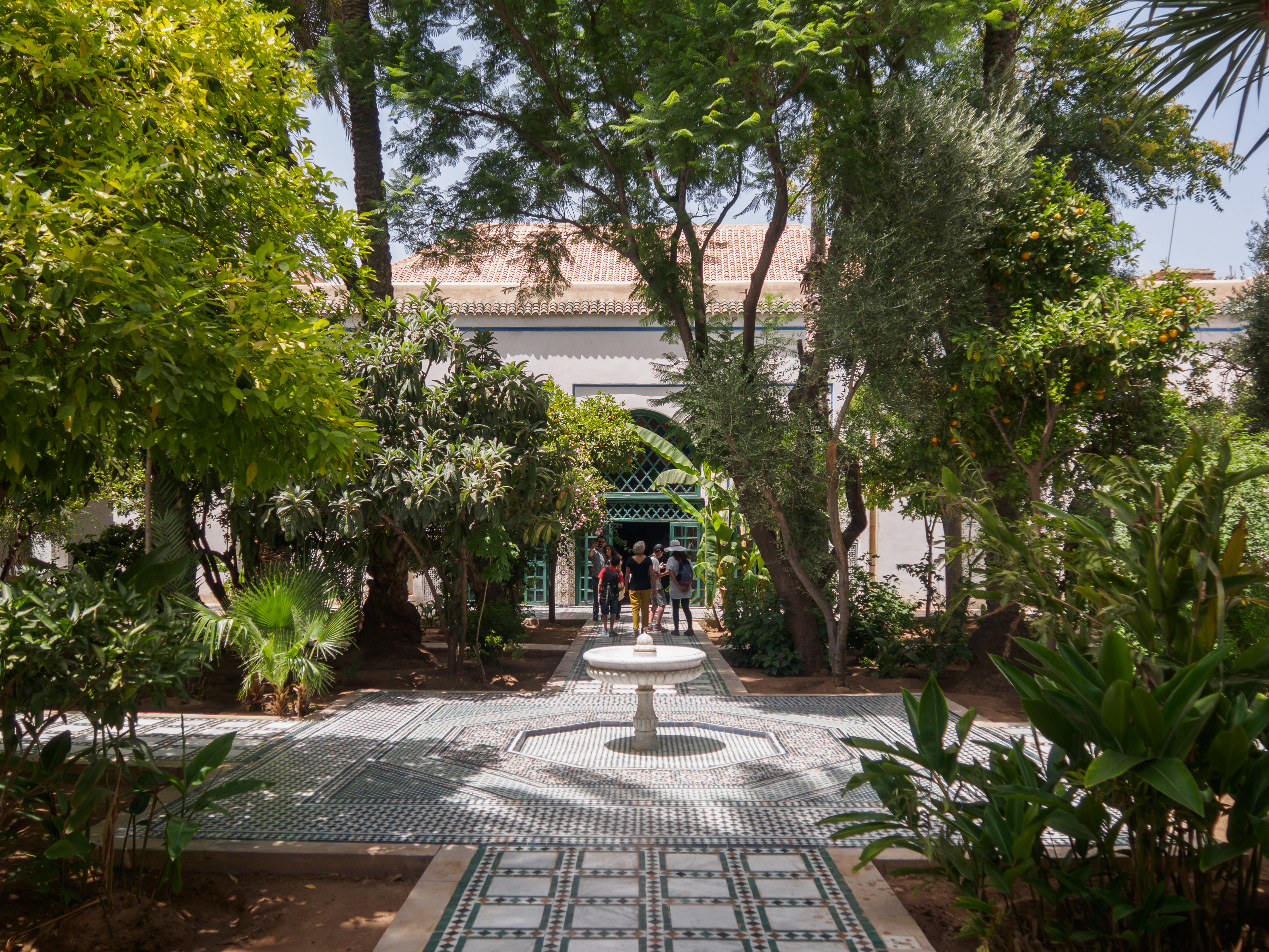
حديقة رياض في قصر الباهية في مراكش، بُنيت في أواخر القرن التاسع عشر وأوائل القرن العشرين

### حدائق المغول

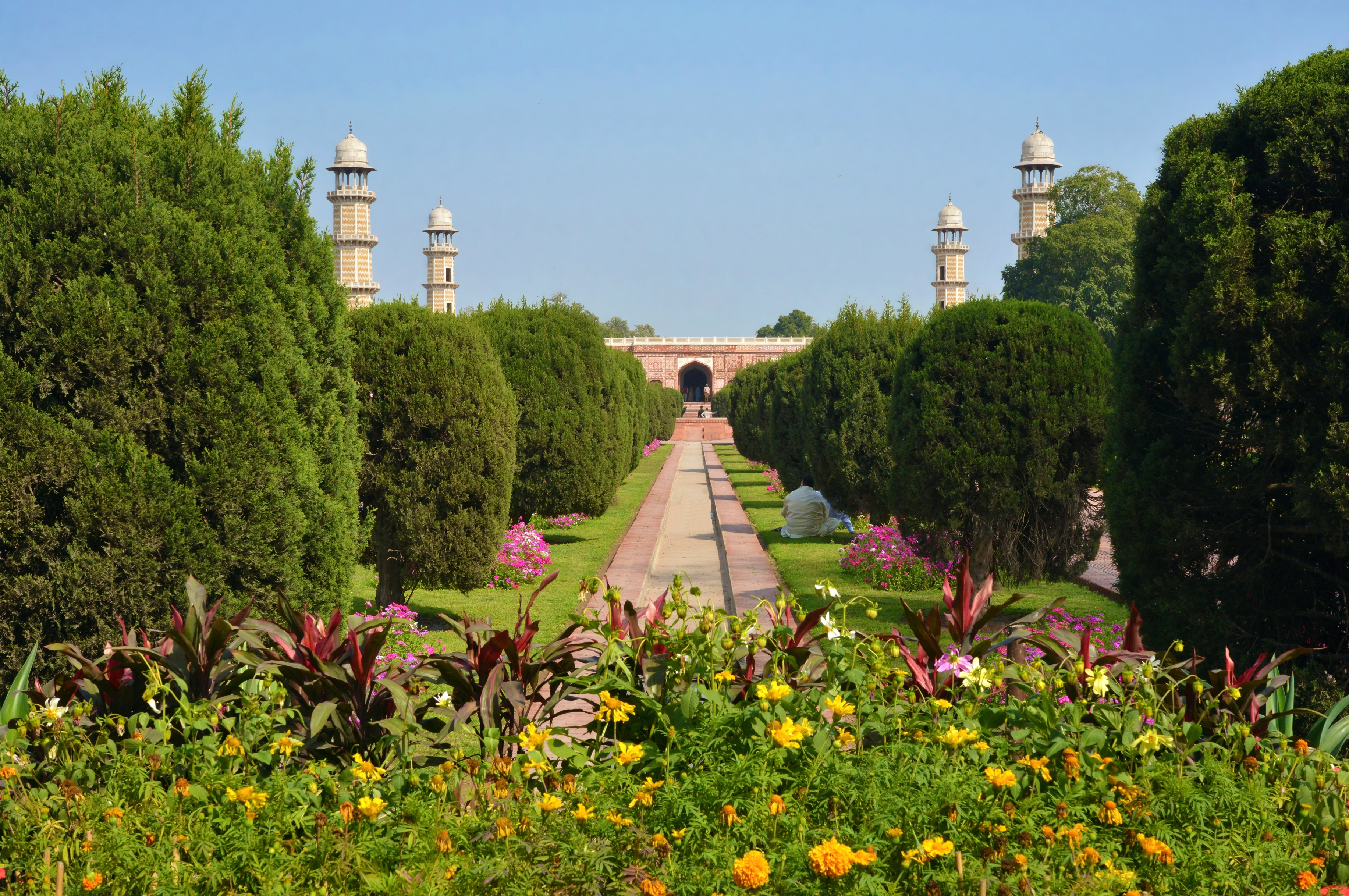
ضريح جهانجير (1637) حدائق في شهدارا باغ في لاهور، باكستان

### الحدائق العثمانية

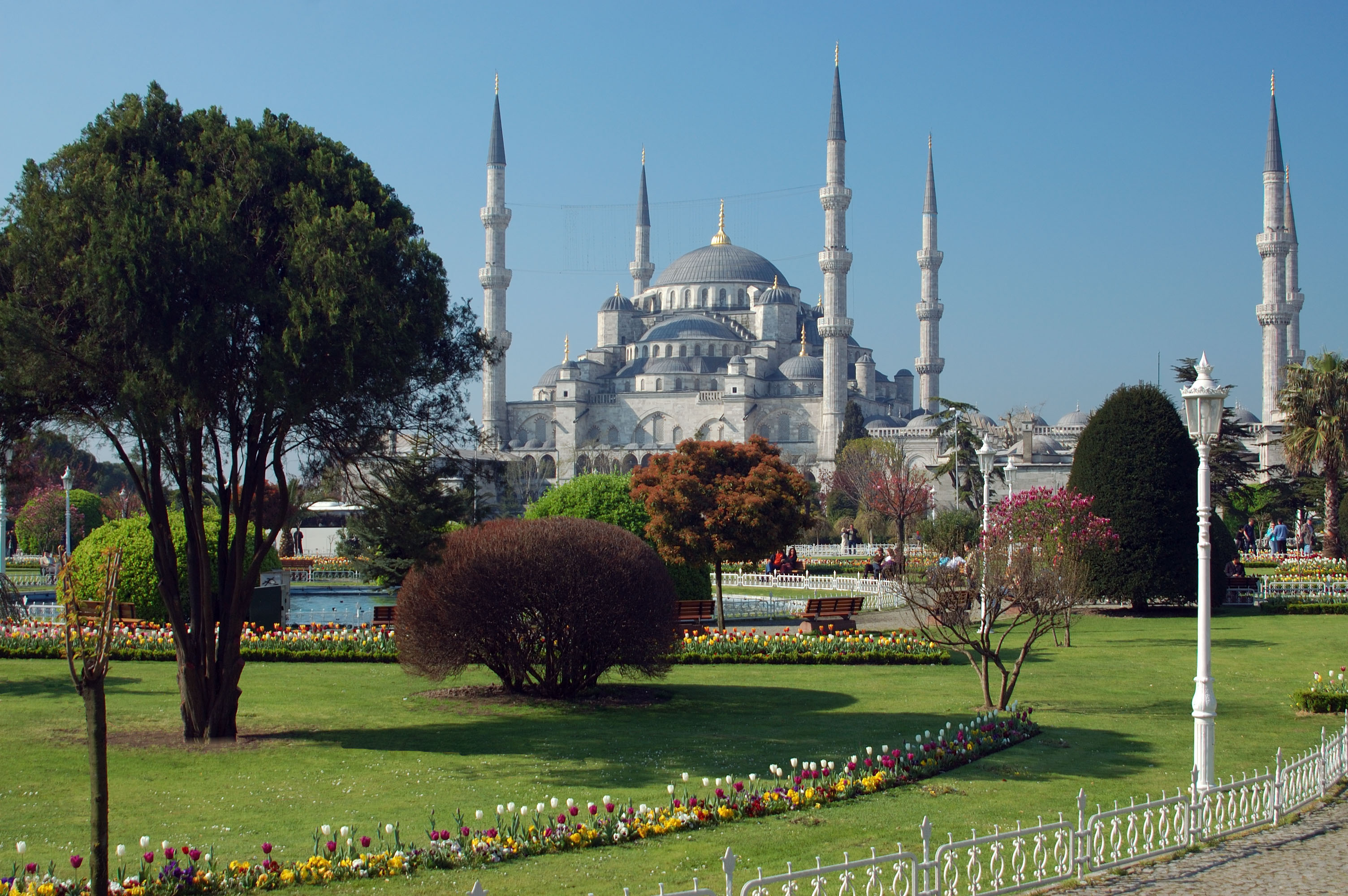
الحدائق المحيطة بمسجد السلطان أحمد (1616)

### الحدائق الفارسية

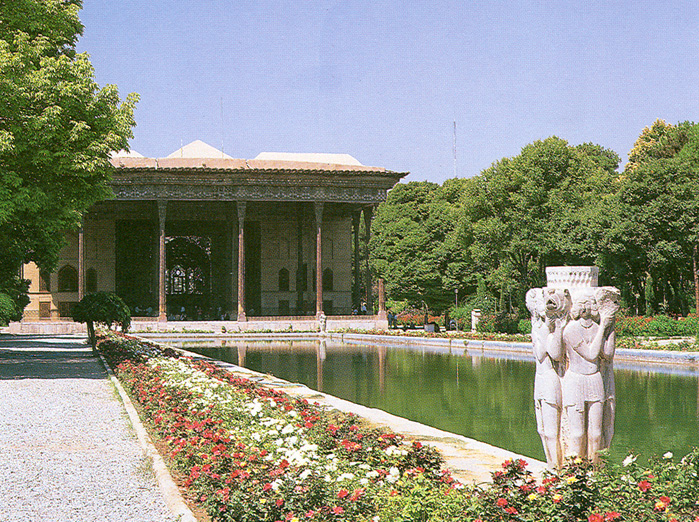
الأربعون عمودا (1647) في أصفهان

### حدائق حديثة

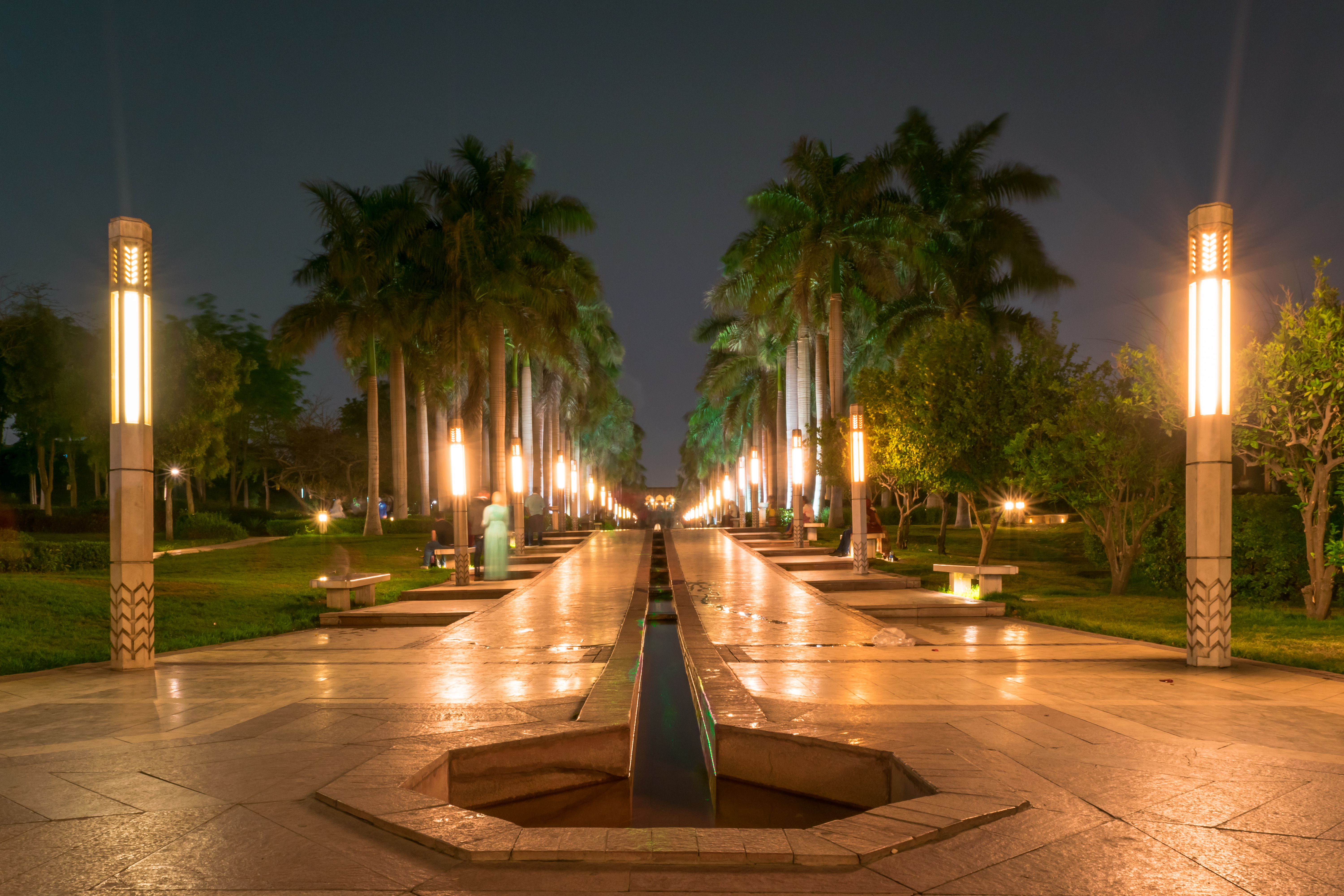
نافورة غدير في حديقة الأزهر، القاهرة، مصر